# Морозов, Андрей Сергеевич (математик)
Андре́й Серге́евич Моро́зов (род. в 1959 году) — советский и российский математик, специалист по теории вычислимости, доктор физико-математических наук, профессор, главный научный сотрудник Института математики им. С. Л. Соболева, известный учёный сибирской школы алгебры и логики. Число Эрдёша — 3.

## Образование
1990 — Доктор физико-математических наук, Институт математики, Новосибирск (одобрен ВАК СССР в 1991 г.)
1983 — Кандидат физико-математических наук, руководитель С. С. Гончаров.
1976—1981 — Математический факультет Новосибирского государственного университета

## Научная деятельность
А. С. Морозов является автором классификации счетных однородных булевых алгебр.

### Основные результаты
- А. С. Морозовым построена теория вычислимой симметрии на вычислимых моделях на основе их групп вычислимых автоморфизмов. В частности, им получены точные оценки сложности теорий классов групп вычислимых автоморфизмов, установлен ряд важных алгебраических и теоретико-модельных свойств этого класса групп.

- Решил вопрос Г. Хигмана о конечно-порожденных подгруппах группы вычислимых подстановок. Им доказана Пи-1-1-полнота проблем жесткости, изоморфизма, вложимости.

- Совместно с А. Нисом он доказал Пи-1-1-полноту теории конечно-порожденных групп.

- С помощью теории конструктивных моделей и классической теории моделей решил проблемы Бергстры-Такера и Бергстры-Тюрина, возникшие в теоретической информатике.

### Основные публикации
- А. С. Морозов, «Счетные однородные булевы алгебры», Алгебра и логика, 21:3 (1982), 269—282
- А. С. Морозов, «Группы рекурсивных автоморфизмов конструктивных булевых алгебр», Алгебра и логика, 22:2 (1983), 138—158
- А. С. Морозов, «Автоморфизмы конструктивизаций булевых алгебр», Сиб. матем. журн., 26:4 (1985), 98-110
- А. С. Морозов, «Об одном вопросе Бергстры и Тьюрина», Алгебра и логика, 25:5 (1986), 566—583
- А. С. Морозов, «Об одном вопросе Хигмана», Алгебра и логика, 29:1 (1990), 29-34
- П. Кёпке, А. С. Морозов, «О вычислительных возможностях машин Блюм-Шуба-Смэйла, работающих в бесконечном времени», Алгебра и логика, 56:1 (2017), 55-92
- Н. Х. Касымов, А. С. Морозов, И. А. Ходжамуратова, «О T1-отделимых нумерациях подпрямо неразложимых алгебр», Алгебра и логика, 60:4 (2021), 400—424
- А. С. Морозов, Д. А. Тусупов, «Минимальные предикаты относительно Δ-определимости», Алгебра и логика, 59:4 (2020), 480—499